# Emeralds
Emeralds est un trio de musique électronique /ambient/drone actuellement basé à Cleveland (Ohio) et Portland (Oregon), aux États-Unis.

## Histoire
John Elliott, Mark McGuire et Steve Hauschildt ont commencé à jouer ensemble de la musique sous le nom de Fancelions en 2005 dans la banlieue ouest de Cleveland, à Bay Village et Westlake. Pourtant, par désir de simplifier et d'attirer mieux l'attention lors d'improvisations live, ils se sont re-formés en tant que Emeralds, jouant leur premier spectacle sous ce nom en Juin 2006. Depuis lors, le groupe a produit plus de quarante enregistrements, via plusieurs labels indépendants dont les auto-productions Wagon et Gneiss Things.
L'album Does It Look Like I'm Here?, diffusé chez Editions Mego en 2010, est leur production la plus largement connue à ce jour. Il a reçu le prix Album of the Year award de la part de Drowned in Sound. Mark McGuire et Steve Hauschildt jouent et enregistrent également sous leurs propres noms, tandis que John Elliott joue en tant que Outer Space et enregistre avec Imaginary Softwoods, Colored Mushroom et Medicine Rocks et autres pseudonymes.
Du 19 septembre 19 au 31 octobre 2010, le groupe a joué en première partie de Caribou lors d'une tournée en Amérique du Nord.
En avril 2009, le groupe a joué en première partie de Throbbing Gristle à Chicago et New York.
Interrogés sur les suites de leur production la plus récente, Does It Look Like I'm Here? Mark McGuire a dit, « nous voulons que les gens digèrent encore Does It Look Like I'm Here? pendant quelque temps, et nous réfléchirons vraiment à ce que nous voulons dire ensuite. Je crois que ça va être vraiment, vraiment dingue quand ça va arriver, mais je ne peux pas vraiment garantir quand cela va arriver. » .

## Discographie

### Albums
- Solar Bridge (Hanson Records, 2008) - CD/LP
- What Happened (No Fun Productions 2009, Editions Mego 2010) - CD/2xLP
- Emeralds (Hanson Records, Wagon/Gneiss Things, 2009) - CD/LP
- Does It Look Like I'm Here? (Editions Mego, 2010) - CD/2xLP

### Singles
- Shade / August (Wagon/Gneiss Things, 2010) - 7"
- In Love / Summerdata (Wagon/Gneiss Things, 2010) - 7"
- Lake Effect Snow / Science Center (Wagon/Gneiss Things, 2010) - 7"
- Candy Shoppe / The Cycle of Abuse (Wagon/Gneiss Things, 2010) - 7"
- Fresh Air (A Soundesign Recording, 2009) - 7"
- Live (Gneiss Things, 2008) - CDr
- Queen of Burbank Vol. 2 (Editions Brokenresearch, 2007) - CDr
- Ledges (Gneiss Things, 2007) - CDr
- Golden Swirl (Wagon, 2007) - CDr mini
- Hallucinations (Wagon, 2007) - CDr mini
- A Row of Exposed Columns (Chondritic Sound, 2007) - CDr mini
- Dirt Weed Diaries Vol. 2 (Maim & Disfigure, 2007) - CDr
- No More Spirits Over The Lake (Wagon, 2006) - CDr
- Bullshit Boring Drone Band (American Tapes, 2006) - CDr
- Dirt Weed Diaries Vol. 1 (Maim & Disfigure, 2006) - CDr
- Hidden Field (Wagon, 2006) - CDr mini
- Demo no. 2 (Wagon, 2006) - CDr
- Demo no. 1 (Wagon, 2006) - CDr

### Cassettes
- The Overlook (Wagon, 2009)
- Planetarium (Tapeworm Tapes, 2008)
- Allegory of Allergies (Gods of Tundra, 2007)
- A Real Clean Gang (Together Tapes, 2007)
- Grass Ceiling (Fag Tapes, 2007)
- Servant (Wagon, 2007)
- Smoke Signals (Wagon, 2007)
- Emeralds (Hanson Records, 2007)
- Laying Under Leaves (Wagon, 2006)

### Collaborations
- avec Pain Jerk (No Fi, 2009) - CD
- Under Pressure avec Aaron Dilloway (Hanson Records, 2008) - cass
- avec Quintana Roo (Arbor, 2008) - LP
- avec Tusco Terror (Ecstatic Peace!, 2008) - LP
- avec Sunburned Hand of the Man (Manhand, 2007) - cass
- avec Birds of Delay (Wagon, 2007) - cass
- avec Sam Goldberg (Wagon, 2007) - cass
- avec Tusco Terror (Tusco/Embassy 2006, 2007) - cass

## Influences
Les Emeralds sont remarqués pour leur mélange de musique ambient avec des textures de synthétiseurs des années 80, de musique « cosmique » allemande avec le minimalisme de Terry Riley.